# Collected (album Massive Attack)
Collected – składankowy album trip hopowego zespołu Massive Attack, wydany w 2006 przez Virgin Records, ukazał się w wersji jedno- i dwupłytowej. 
Na pierwszej (w wersji jednopłytowej - jedynej) płycie znajdują się utwory znane już z poprzednich płyt (z wyjątkiem Live With Me). Na drugiej płycie, wydanej w wersji DualDisc, na pierwszej stronie - audio - są utwory do tej pory niepublikowane lub nowe wersje znanych utworów, zaś na drugiej stronie - video - teledyski.

## Lista utworów

### CD 1
1. Safe From Harm (wokal Shara Nelson) (Billy Cobham/Robert Del Naja/Daddy G/Nelson/Andrew Vowles) – 5:19
2. Karmacoma (wokal Tricky) (Del Naja/Bob Locke/Marshall/Tim Norfolk/Tricky/Vowles) – 5:14
3. Angel (wokal Horace Andy) (Del Naja/Horace Andy/Marshall/Vowles) – 6:14
4. Teardrop (wokal Elizabeth Fraser) (Del Naja/Fraser/Marshall/Vowles) – 5:28
5. Inertia Creeps (Del Naja/Marshall/Vowles) – 5:54
6. Protection (wokal Tracey Thorn) (Del Naja/Marshall/Thorn/Vowles) – 7:45
7. Butterfly Caught (Neil Davidge/Del Naja) – 5:08
8. Unfinished Sympathy (wokal Shara Nelson) (Del Naja/Marshall/Nelson/Jonathan Sharp/Vowles) – 5:12
9. Risingson (Del Naja/Marshall/Lou Reed/Pete Seeger/Vowles) – 4:57
10. What Your Soul Sings (wokal Sinéad O’Connor) (Davidge/Del Naja/O’Connor) – 6:37
11. Future Proof (Davidge/Del Naja) – 5:42
12. Five Man Army (wokal Horace Andy) (Del Naja/Marshall/Tricky/Vowles/Claude Williams – 5:21
13. Sly (wokal Nicolette) (Del Naja/Vivien Goldman/Nellee Hooper/Marshall/Nicolette Suwoton/Vowles) – 4:56
14. Live With Me (wokal Terry Callier) (Callier/Davidge/Del Naja) – 4:51

### CD 2

#### Część audio
1. False Flags (Davidge/Del Naja) – 5:40
2. Incantations (wokal Horace Andy) (Davidge/Del Naja/Marshall) – 3:19
3. Silent Spring (wokal Elizabeth Fraser) (Davidge/Del Naja/Fraser) – 3:07
4. Bullet Boy (Davidge/Del Naja) – 4:04
5. Black Melt (wokal Elizabeth Fraser) (Del Naja/Fraser/Marshall/Vowles) – 5:12
6. Joy Luck Club (wokal Debbie Clare) (Clare/Davidge/Del Naja) – 4:58
7. Small Time Shoot 'Em Up (wokal 2D) (Davidge/Del Naja/Marshall) – 6:44
8. I Against I (wokal Mos Def) (Davidge/Del Naja/Marshall/Mos Def) – 5:42
9. I Want You (wokal Madonna) (Arthur Ross/Leon Ware) – 6:21
10. Danny the Dog (wokal Lorna Marshall) (Davidge/Del Naja) – 6:02

#### Część video
1. Daydreaming (wokal Shara Nelson) (Wally Badarou/Del Naja/Marshall/Thaws/Vowles)
  - Reż. Baillie Walsh
2. Unfinished Sympathy (wokal Shara Nelson) (Del Naja/Marshall/Nelson/ Sharp/Vowles)
  - Reż. Baillie Walsh
3. Safe From Harm (wokal Shara Nelson) (Cobham/Del Naja/Marshall/Nelson/Vowles)
  - Reż. Baillie Walsh
4. Be Thankful for What You've Got (wokal Tony Bryan) (William DeVaughn
  - Reż. Baillie Walsh
5. Sly (wokal Nicolette) (Del Naja/Goldman/Hooper/Marshall/Suwoton/Vowles)
  - Reż. Stéphane Sednaoui
6. Protection (wokal Tracey Thorn) (Del Naja/Marshall/Thorn/Vowles)
  - Reż. Michel Gondry
7. Karmacoma (wokal Tricky) (Del Naja/Locke[1]/Marshall/Norfolk[2]/Thaws)/Vowles)
  - Reż. Jonathan Glazer
8. Risingson (Del Naja/Marshall/Reed/Seeger/Vowles)
  - Reż. Walter Stern
9. Teardrop (wokal Elizabeth Fraser) (Del Naja/Fraser/Marshall/Vowles)
  - Reż. Walter Stern
10. Angel (wokal Horace Andy) (Del Naja/Hinds/Marshall/Vowles)
  - Reż. Walter Stern
11. Inertia Creeps (Del Naja/Marshall/Vowles)
  - Reż. W.I.Z.
12. Special Cases (wokal Sinéad O’Connor) (Davidge/Del Naja/O’Connor)
  - Reż. H5
13. Butterfly Caught (Davidge/Del Naja)
  - Reż. Daniel Levi
14. Live With Me (wokal Terry Callier) (Callier/Davidge/Del Naja)
  - Reż. Jonathan Glazer
15. Live With Me (2 wersja) (wokal Terry Callier) (Callier/Davidge/Del Naja)
  - Reż. Jonathan Glazer
16. False Flags(Davidge/Del Naja)
  - Reż. Paul Gore

## Pozycje na listach
| Lista | Kraj   | Pozycja |
| ----- | ------ | ------- |
| OLiS  | Polska | 34      |